# Hippeastrum reginae
Hippeastrum reginae é uma planta bulbosa herbácea perene florida, da família Amaryllidaceae, nativa da Venezuela, Bolívia, Peru e Brasil.

## Taxonomia
Descrita por Carl Linnaeus em 1759, como Amaryllis reginae, era a espécie-tipo do gênero. Foi transferido para Hippeastrum por William Herbert.